# Itingen
Itingen est une commune suisse du canton de Bâle-Campagne, située dans le district de Sissach.

Vue aérienne (1949)

## Transports
- Ligne ferroviaire CFF Bâle-Olten, à 19 km de Bâle et à 20 km d’Olten

## Curiosités
- Maisons d’habitation et de bâtiments utilitaires datant du XVIe au  XIXe siècle.